# (5262) Brucegoldberg
(5262) Brucegoldberg est un astéroïde de la ceinture principale.

## Description
(5262) Brucegoldberg est un astéroïde de la ceinture principale. Il fut découvert le 14 décembre 1990 à l'observatoire Palomar par Eleanor Francis Helin. Il présente une orbite caractérisée par un demi-grand axe de 3,09 UA, une excentricité de 0,16 et une inclinaison de 16,0° par rapport à l'écliptique.

## Compléments